# Маштоц I Егивардеци
Маштоц I Егивардеци (арм. Մաշտոց Ա Եղիվարդեցի) — армянский церковный и культурный деятель IX века, Католикос всех армян в 897—898 годах, составитель богослужебной книги «Маштоц».

## Жизнь и деятельность
Родился в селе Сотк одноимённого гавара, в 833 году. Прозвище Егвардеци получил от своего отца — уроженца села Егвард иерея Григора. Начальное образование получил у отца, затем — в монастыре Макеняц. После обучения вёл отшельническую жизнь в монастыре Артавазик (рядом с Цахкадзором), а с 860 года — на острове Севан. В 871—874 годах, при покровительстве принцессы Мариам (дочери Ашота Багратуни и жены Васака Габура), основал монастырский комплекс Севанаванк с церквями Св. Апостолов (Сурб Аракелоц) и Св. Богородицы (Сурб Аствацацин). Был одним из самых влиятельных церковных деятелей в Армении, за свои заслуги получил от Ашота Багратуни в подарок монашеские владения — огороды в Гарни и Ереване и семь деревень. Состоял в полемических дискуссиях с католикосом Геворгом Гарнеци, вследствие чего был проклят последним. В 891 году спарапет Абас Багратуни обратился к Маштоцу с призывом помочь свергнуть Геворга Гарнеци, пообещав ему престол католикоса, но Маштоц отказал ему. В июне 897 года, после смерти Геворга Гарнеци, стал Католикосом всех армян. Правил около семи месяцев, скончался в январе 898 года в селе Гарни, похоронен рядом с одноимённым языческим храмом. В XII веке над его могилой была построена церковь, известная в народе под именем «Маштоц Айрапет».

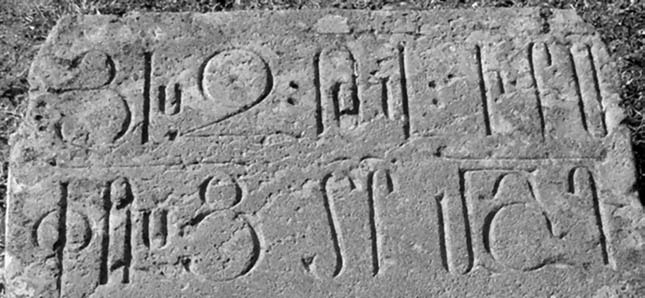
Могильная плита Маштоца Егивардеци с надгробной надписью

Особенно известен как составитель сборника, содержащего каноны армянских церковных обрядов, который впоследствии получил его имя. Вёл активную педагогическую деятельность: среди его учеников, в частности, числятся книжник Степанос Кронавор, написавший в 893 году житие своего учителя, и будущий католикос Ованес Драсханакертци, исторический труд которого содержит два письма Егивардеци: одно направленное спарапету Абасу Багратуни, другое — пострадавшим от землетрясения 893 года. Сохранилось также письмо Маштоца Геворгу Гарнеци.